# Posposição
A posposição é uma classe gramatical existente em alguns idiomas. Essa, na maioria dos casos, indica subordinação do termo anterior a um termo posterior. É uma classe gramatical que inexiste no português, mas aparece em outros idiomas, como o tupi. Uma posposição sempre exige outra palavra após ela, mas nem sempre uma anterior.
Sua função central distingue-se da preposição porque esta última subordina o termo posterior (a ela) ao anterior. Junto com as preposições e as raríssimas circumposições, as posposições formam o grupo das adposições

## Comparação com a preposição
Apesar de seu uso ser invertido, a preposição e a posposição têm quase sempre  a mesma função. Enquanto o emprego da preposição segue a seguinte estrutura "casa de Fulano", o emprego da posposição, se essa classe gramatical existisse no Português, seria algo como "Fulano [de] casa" (indicando que casa é de Fulano). Outra situação: caso prepositivo "do Brasil ao Japão"; caso pospositivo "Brasil [do ao] Japão".

## Ambiposição
Às vezes, uma posposição pode ser empregada como preposição e vice versa. A isto dá-se o nome de ambiposição. No português, tal caso não existe (ao menos em uso). Mas pode ser explicado como "Isto é para Fulano" poder ser escrito "Isto é Fulano [para]". No Inglês, "through" pode agir como preposição ("Through all night" / A noite toda) ou como posposição ("All night through" / A noite toda); no alemão, a posposição nach pode agir comumente (Meiner Meinung nach/Em minha opinião) ou prepositivamente (Nach meiner Meinung/Em minha opinião).

## Exemplos
Em japonês existem várias posposições, dentre as quais se destacam:
- ga, posposição indicadora de sujeito
- wo, posposição indicadora de acusativo (objeto direto)
- ni, posposição indicadora de dativo (objeto indireto) ou locativo.
- kara, posposição indicadora do agente da passiva
- wa, posposição indicadora de tópico
- de, posposição que significa "por"

Há elementos pospositivos no coreano, no Turco, no Finlandês, no Mandarim e até no Sânscrito e no Inglês:
- Coreano: 한국에 (Hangug-e, "à Koréia")
- Turco: sinema için ("para o cinema")
- Finlandês: talon edessä ("em frente à casa")
- Mandarim: 桌子上 (Zhuōzi shàng, "sobre a mesa")
- Sânscrito: रामेण सह (Rāmeṇa saha, "em companhia a Rāmā"). (Nêste caso, a posposição saha descaracteriza a ambiguidade de Rāmena.)
- Inglês: John's house ("casa de John")

Em todos os idiomas mencionados, as posposições desempenham outras funções além daquelas que são próprias das preposições.
Em Nheengatu também existem várias posposições, como upé (em); irũmu (com); supé/xupé (para, referindo-se a pessoas; sendo xupé usada após o pronome i); kití (para, com sentido locativo); rupí (por); arama (para, usado só com a primeira e segunda pessoas); ruakí (perto); suí (de). Embora tenha emprestado algumas preposições da língua portuguesa, como "té" (até), por exemplo: Té wirandé (Até amanhã).